# Serhafiye Fehim Pascha

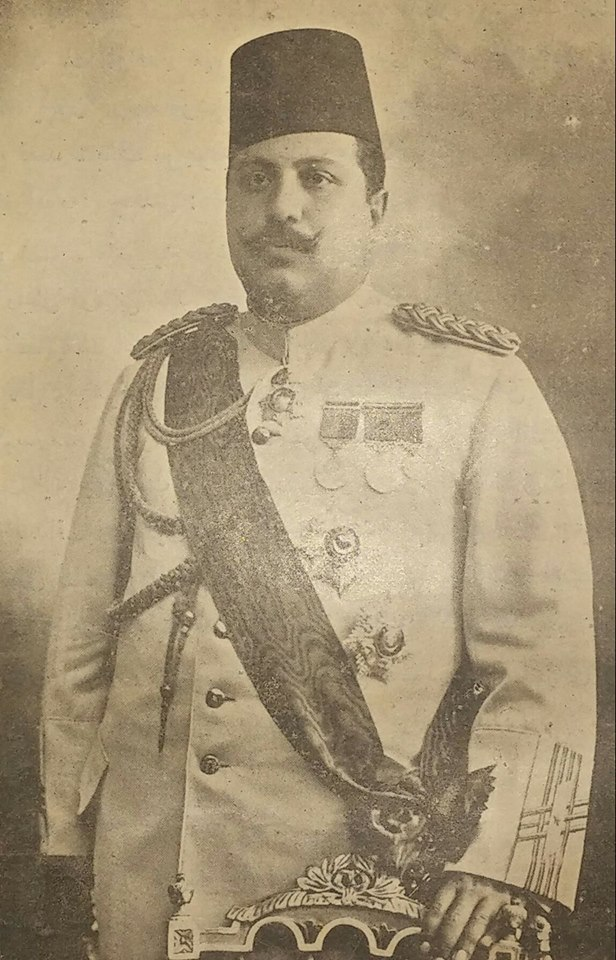
Serhafiye Fehim Pascha

Serhafiye Fehim Pascha (1873–3. August 1908) war im Osmanischen Reich ein hoher Beamter im Bereich der Geheimpolizei (Umur-u Hafiye) während der Herrschaft von Sultan Abdulhamid II. Er fiel 1907 in Ungnade und wurde ins Exil geschickt. Im Jahr 1908 wurde er in Bursa-Yenişehir von einer Menschenmenge gelyncht. Während seiner Zeit als Mitglied der Geheimpolizei und im Dienst des Sultans war Fehim Pascha aufgrund seiner Gewalttätigkeit, Erpressungen und unmoralischen Lebensweise stark umstritten.

## Leben

### Jugend und Aufstieg
Fehim Pascha wurde 1873 geboren. Er war der älteste Sohn von İsmet Bey, dem Milchbruder von Sultan Abdulhamid II. und während der Thronbesteigung des Sultans dessen persönlicher Bekleidungsmeister. Sultan Abdulhamid nahm Fehim Pascha und seinen Bruder Tarık Bey unter seinen Schutz, als ihr Vater İsmet Bey in den Dienst des Sultans trat. Beide Brüder wurden mit den Osmanischen Prinzen erzogen und als Mitglieder des Aristokratie betrachtet. Sie wurden zur Militärakademie (Harbiye) geschickt. Trotz seiner schlechten Leistungen schloss Fehim Pascha 1894 die Militärakademie ab und wurde 1898 zum Pascha ernannt. Während dieser Zeit wurde er auch als Geheimdienstmitarbeiter für Sultan Abdulhamid II. tätig.
Fehim Pascha war für seine gewalttätigen und unmoralischen Aktivitäten bekannt, darunter Erpressung, Bedrohung, Frauenhandel und Affären mit mehreren Geliebten, wie einer Beziehung mit Margarethe Morgan, die im Zirkus Concordia arbeitete. Trotz der zahlreichen Berichte über seine Vergehen wurden diese meist verschwiegen.

### Abstieg und Entlassung
Ab 1905 begannen sich die Dinge für Fehim Pascha zu verschlechtern. Beschwerden aus dem Beyoğluviertel über seine unsachgemäßen Eingriffe in die Polizeiarbeit führten zu Forderungen seitens der Regierung und des Sultans, er solle sich zurückziehen. 1905 beschwerten sich die Botschafter Österreichs und Italiens über ihn und forderten Entschädigung für seine Behinderung des legalen Waffenhandels. Im Januar 1907 wurde Fehim Pascha von einem jüdischen Händler namens Ventura geschlagen und zur britischen Botschaft gebracht, von wo aus der Vorfall an den Palast gemeldet wurde. Trotz seiner wichtigen Rolle im Geheimdienst wurde Fehim Pascha durch seine Eingriffe in die Geschäfte der Deutschen verhaftet. Der deutsche Botschafter forderte vehement seine Bestrafung, was schließlich zu einem diplomatischen Vorfall führte. Sultan Abdulhamid, der die Angelegenheit als „Jugendfehler“ betrachtete, schickte Fehim Pascha am 15. Februar 1907 mit seiner Familie ins Exil nach Bursa. Zu diesem Zeitpunkt hatte Fehim Pascha drei Frauen und vier Kinder.

### Exiljahre und Tod
Während seines Exils in Bursa geriet Fehim Pascha zunehmend in Konflikt mit der lokalen Bevölkerung. Am 24. Juli 1908, als die Zweite Verfassungserklärung verkündet wurde, floh Fehim Pascha zunächst nach Mudanya und dann nach Trilye, bevor er versuchte, nach Eskişehir zu entkommen. Am 3. August 1908 wurde er jedoch in Bursa-Yenişehir von einer Menschenmenge erkannt und gelyncht. Es wird behauptet, dass seine drei Kinder und Frauen diese grausamen Tat beobachteten.